# Grand Prix Węgier 2020
Grand Prix Węgier 2020, oficjalnie Formula 1 Aramco Magyar Nagydíj 2020 – trzecia runda Mistrzostw Świata Formuły 1 sezonu 2020. Grand Prix odbyło się w dniach 17–19 lipca 2020 na torze Hungaroring w Mogyoródzie. Wyścig po starcie z pole position wygrał Lewis Hamilton (Mercedes), a na podium stanęli kolejno Max Verstappen (Red Bull) i Valtteri Bottas (Mercedes).

## Tło
5 października 2019 roku Światowa Rada Sportów Motorowych FIA zatwierdziła kalendarz na sezon 2020. Zgodnie z założeniami Grand Prix Węgier miało być trzynastą eliminacją sezonu, a wyścig miał się odbyć 2 sierpnia.
W związku z pandemią COVID-19 kalendarz wyścigów został przeprojektowany, a Grand Prix Węgier pojawiło się w nim jako trzecia eliminacja sezonu, po Austrii i Styrii. Wyścig przesunięto ponadto na 19 lipca. W związku z dyrektywą rządu Węgier zabraniającą organizacji imprez powyżej 500 osób, Grand Prix odbyło się bez udziału publiczności.
Robert Kubica po raz drugi w sezonie 2020 wystartował w weekendzie Formuły 1, w pierwszym treningu zastąpił Kimiego Räikkönena.

## Lista startowa
Na niebieskim tle kierowcy biorący udział jedynie w piątkowych treningach.
| Nr          | Kierowca           | Zespół                        | Samochód                           | Silnik                      | Opony |
| ----------- | ------------------ | ----------------------------- | ---------------------------------- | --------------------------- | ----- |
| 3           | Daniel Ricciardo   | Renault DP World F1 Team      | Renault R.S.20                     | Renault E-Tech 20 1,6 V6T   | P     |
| 4           | Lando Norris       | McLaren F1 Team               | McLaren MCL35                      | Renault E-Tech 20 1,6 V6T   | P     |
| 5           | Sebastian Vettel   | Scuderia Ferrari              | Ferrari SF1000                     | Ferrari 065 1,6 V6T         | P     |
| 6           | Nicholas Latifi    | Williams Racing               | Williams FW43                      | Mercedes-AMG F1 M11 1,6 V6T | P     |
| 7           | Kimi Räikkönen     | Alfa Romeo Racing ORLEN       | Alfa Romeo C39                     | Ferrari 065 1,6 V6T         | P     |
| 8           | Romain Grosjean    | Haas F1 Team                  | Haas VF-20                         | Ferrari 065 1,6 V6T         | P     |
| 10          | Pierre Gasly       | Scuderia AlphaTauri Honda     | AlphaTauri AT01                    | Honda RA620H 1,6 V6T        | P     |
| 11          | Sergio Pérez       | BWT Racing Point F1 Team      | Racing Point RP20                  | BWT Mercedes 1,6 V6T        | P     |
| 16          | Charles Leclerc    | Scuderia Ferrari              | Ferrari SF1000                     | Ferrari 065 1,6 V6T         | P     |
| 18          | Lance Stroll       | BWT Racing Point F1 Team      | Racing Point RP20                  | BWT Mercedes 1,6 V6T        | P     |
| 20          | Kevin Magnussen    | Haas F1 Team                  | Haas VF-20                         | Ferrari 065 1,6 V6T         | P     |
| 23          | Alexander Albon    | Aston Martin Red Bull Racing  | Red Bull RB16                      | Honda RA620H 1,6 V6T        | P     |
| 26          | Daniił Kwiat       | Scuderia AlphaTauri Honda     | AlphaTauri AT01                    | Honda RA620H 1,6 V6T        | P     |
| 31          | Esteban Ocon       | Renault DP World F1 Team      | Renault R.S.20                     | Renault E-Tech 20 1,6 V6T   | P     |
| 33          | Max Verstappen     | Aston Martin Red Bull Racing  | Red Bull RB16                      | Honda RA620H 1,6 V6T        | P     |
| 44          | Lewis Hamilton     | Mercedes-AMG Petronas F1 Team | Mercedes-AMG F1 W11 EQ Performance | Mercedes-AMG F1 M11 1,6 V6T | P     |
| 55          | Carlos Sainz Jr.   | McLaren F1 Team               | McLaren MCL35                      | Renault E-Tech 20 1,6 V6T   | P     |
| 63          | George Russell     | Williams Racing               | Williams FW43                      | Mercedes-AMG F1 M11 1,6 V6T | P     |
| 77          | Valtteri Bottas    | Mercedes-AMG Petronas F1 Team | Mercedes-AMG F1 W11 EQ Performance | Mercedes-AMG F1 M11 1,6 V6T | P     |
| 88          | Robert Kubica      | Alfa Romeo Racing ORLEN       | Alfa Romeo C39                     | Ferrari 065 1,6 V6T         | P     |
| 99          | Antonio Giovinazzi | Alfa Romeo Racing ORLEN       | Alfa Romeo C39                     | Ferrari 065 1,6 V6T         | P     |
| Źródło: FIA |                    |                               |                                    |                             |       |

## Wyniki

### Zwycięzcy sesji treningowych
| Sesja       | Nr | Kierowca         | Konstruktor | Czas     | Okr. |
| ----------- | -- | ---------------- | ----------- | -------- | ---- |
| 1           | 44 | Lewis Hamilton   | Mercedes    | 1:16,003 | 37   |
| 2           | 5  | Sebastian Vettel | Ferrari     | 1:40,464 | 12   |
| 3           | 77 | Valtteri Bottas  | Mercedes    | 1:15,437 | 18   |
| Źródło: FIA |    |                  |             |          |      |

### Kwalifikacje
| P                    | Nr | Kierowca           | Konstruktor               | Czasy w kwalifikacjach | Czasy w kwalifikacjach | Czasy w kwalifikacjach | Poz. s. |
| P                    | Nr | Kierowca           | Konstruktor               | Q1                     | Q2                     | Q3                     | Poz. s. |
| -------------------- | -- | ------------------ | ------------------------- | ---------------------- | ---------------------- | ---------------------- | ------- |
| 1                    | 44 | Lewis Hamilton     | Mercedes                  | 1:14,907               | 1:14,261               | 1:13,447               | 1       |
| 2                    | 77 | Valtteri Bottas    | Mercedes                  | 1:15,474               | 1:14,530               | 1:13,554               | 2       |
| 3                    | 18 | Lance Stroll       | Racing Point-BWT Mercedes | 1:14,895               | 1:15,176               | 1:14,377               | 3       |
| 4                    | 11 | Sergio Pérez       | Racing Point-BWT Mercedes | 1:14,681               | 1:15,394               | 1:14,545               | 4       |
| 5                    | 5  | Sebastian Vettel   | Ferrari                   | 1:15,455               | 1:15,131               | 1:14,774               | 5       |
| 6                    | 16 | Charles Leclerc    | Ferrari                   | 1:15,793               | 1:15,006               | 1:14,817               | 6       |
| 7                    | 33 | Max Verstappen     | Red Bull Racing-Honda     | 1:15,495               | 1:14,976               | 1:14,849               | 7       |
| 8                    | 4  | Lando Norris       | McLaren-Renault           | 1:15,444               | 1:15,085               | 1:14,966               | 8       |
| 9                    | 55 | Carlos Sainz Jr.   | McLaren-Renault           | 1:15,281               | 1:15,267               | 1:15,027               | 9       |
| 10                   | 10 | Pierre Gasly       | AlphaTauri-Honda          | 1:15,767               | 1:15,508               |                        | 10      |
| 11                   | 3  | Daniel Ricciardo   | Renault                   | 1:15,848               | 1:15,661               |                        | 11      |
| 12                   | 63 | George Russell     | Williams-Mercedes         | 1:15,585               | 1:15,698               |                        | 12      |
| 13                   | 23 | Alexander Albon    | Red Bull Racing-Honda     | 1:15,722               | 1:15,715               |                        | 13      |
| 14                   | 31 | Esteban Ocon       | Renault                   | 1:15,719               | 1:15,742               |                        | 14      |
| 15                   | 6  | Nicholas Latifi    | Williams-Mercedes         | 1:16,105               | 1:16,544               |                        | 15      |
| 16                   | 20 | Kevin Magnussen    | Haas-Ferrari              | 1:16,152               |                        |                        | 16      |
| 17                   | 26 | Daniił Kwiat       | AlphaTauri-Honda          | 1:16,204               |                        |                        | 17      |
| 18                   | 8  | Romain Grosjean    | Haas-Ferrari              | 1:16,407               |                        |                        | 18      |
| 19                   | 99 | Antonio Giovinazzi | Alfa Romeo-Ferrari        | 1:16,506               |                        |                        | 19      |
| 20                   | 7  | Kimi Räikkönen     | Alfa Romeo-Ferrari        | 1:16,614               |                        |                        | 20      |
| 107% czasu: 1:19,908 |    |                    |                           |                        |                        |                        |         |
| Źródło: FIA          |    |                    |                           |                        |                        |                        |         |

### Wyścig
| P           | Nr | Kierowca           | Konstruktor               | Okr. | Czas                 | Start | +/–       | Punkty |
| ----------- | -- | ------------------ | ------------------------- | ---- | -------------------- | ----- | --------- | ------ |
| 1           | 44 | Lewis Hamilton     | Mercedes                  | 70   | 1:36:12,473          | 1     | Bez zmian | 25+1   |
| 2           | 33 | Max Verstappen     | Red Bull Racing-Honda     | 70   | +8,072               | 7     | 5         | 18     |
| 3           | 77 | Valtteri Bottas    | Mercedes                  | 70   | +9,452               | 2     | 1         | 15     |
| 4           | 18 | Lance Stroll       | Racing Point-BWT Mercedes | 70   | +57,579              | 3     | 1         | 12     |
| 5           | 23 | Alexander Albon    | Red Bull Racing-Honda     | 70   | +1:18,316            | 13    | 8         | 10     |
| 6           | 5  | Sebastian Vettel   | Ferrari                   | 69   | +1 okrążenie         | 5     | 1         | 8      |
| 7           | 27 | Sergio Pérez       | Racing Point-BWT Mercedes | 69   | +1 okrążenie         | 4     | 3         | 6      |
| 8           | 3  | Daniel Ricciardo   | Renault                   | 69   | +1 okrążenie         | 11    | 3         | 4      |
| 9           | 55 | Carlos Sainz Jr.   | McLaren-Renault           | 69   | +1 okrążenie         | 9     | 1         | 2      |
| 10          | 20 | Kevin Magnussen    | Haas-Ferrari              | 69   | +1 okrążenie         | PL    | 10        | 1      |
| 11          | 16 | Charles Leclerc    | Ferrari                   | 69   | +1 okrążenie         | 6     | 5         |        |
| 12          | 26 | Daniił Kwiat       | AlphaTauri-Honda          | 69   | +1 okrążenie         | 17    | 5         |        |
| 13          | 4  | Lando Norris       | McLaren-Renault           | 69   | +1 okrążenie         | 8     | 5         |        |
| 14          | 31 | Esteban Ocon       | Renault                   | 69   | +1 okrążenie         | 14    | Bez zmian |        |
| 15          | 7  | Kimi Räikkönen     | Alfa Romeo-Ferrari        | 69   | +1 okrążenie         | 20    | 4         |        |
| 16          | 8  | Romain Grosjean    | Haas-Ferrari              | 69   | +1 okrążenie         | PL    | 4         |        |
| 17          | 99 | Antonio Giovinazzi | Alfa Romeo-Ferrari        | 69   | +1 okrążenie         | 19    | 2         |        |
| 18          | 63 | George Russell     | Williams-Mercedes         | 69   | +1 okrążenie         | 12    | 6         |        |
| 19          | 6  | Nicholas Latifi    | Williams-Mercedes         | 65   | +5 okrążeń           | 15    | 4         |        |
| NS          | 10 | Pierre Gasly       | AlphaTauri-Honda          | 15   | NU (skrzynia biegów) | 10    |           |        |
| Źródło: FIA |    |                    |                           |      |                      |       |           |        |

Uwagi
1. ↑  Dodatkowy 1 punkt jest przyznawany kierowcy, który ustanowił najszybsze okrążenie w wyścigu, pod warunkiem, że ukończył wyścig w pierwszej 10.
2. 1 2  Kevin Magnussen zakwalifikował się na szesnastym miejscu, ale zjechał do alei serwisowej po okrążeniu formującym, a jego miejsce na polu startowym pozostało wolne. Ponadto ukończył wyścig na dziewiątym miejscu, ale otrzymał karę 10 sekund doliczonych do uzyskanego czasu za naruszenie przepisów dotyczących łączności radiowej na okrążeniu formującym[12].
3. 1 2  Romain Grosjean zakwalifikował się na osiemnastym miejscu, ale zjechał do alei serwisowej po okrążeniu formującym, a jego miejsce na polu startowym pozostało wolne. Ponadto ukończył wyścig na piętnastym miejscu, ale otrzymał karę 10 sekund doliczonych do uzyskanego czasu za naruszenie przepisów dotyczących łączności radiowej na okrążeniu formującym[13].

### Najszybsze okrążenie
| Nr          | Kierowca       | Konstruktor | Czas     | Okr. |
| ----------- | -------------- | ----------- | -------- | ---- |
| 44          | Lewis Hamilton | Mercedes    | 1:16,627 | 70   |
| Źródło: FIA |                |             |          |      |

### Prowadzenie w wyścigu
| Nr                              | Kierowca       | Konstruktor           | Okrążenia | Suma |
| ------------------------------- | -------------- | --------------------- | --------- | ---- |
| 44                              | Lewis Hamilton | Mercedes              | 1-3, 5-70 | 69   |
| 33                              | Max Verstappen | Red Bull Racing-Honda | 4         | 1    |
| \| Wykres \| \| ------ \| \| \| |                |                       |           |      |
| Źródło: FIA                     |                |                       |           |      |
| Wykres                          |                |                       |           |      |
|                                 |                |                       |           |      |

## Klasyfikacja po wyścigu

### Kierowcy
Źródło: FIA
| P  | +/− | Kierowca           | Starty | Punkty | P1 | P2 | P3 | PP | NO | NS |
| -- | --- | ------------------ | ------ | ------ | -- | -- | -- | -- | -- | -- |
| 1  | +1  | Lewis Hamilton     | 3      | 63     | 2  | –  | –  | 2  | 1  | –  |
| 2  | −1  | Valtteri Bottas    | 3      | 58     | 1  | 1  | 1  | 1  | –  | –  |
| 3  | +3  | Max Verstappen     | 3      | 33     | –  | 1  | 1  | –  | –  | 1  |
| 4  | −1  | Lando Norris       | 3      | 26     | –  | –  | 1  | –  | 1  | –  |
| 5  | +3  | Alexander Albon    | 3      | 22     | –  | –  | –  | –  | –  | –  |
| 6  | −1  | Sergio Pérez       | 3      | 22     | –  | –  | –  | –  | –  | –  |
| 7  | −3  | Charles Leclerc    | 3      | 18     | –  | 1  | –  | –  | –  | 1  |
| 8  | +2  | Lance Stroll       | 3      | 18     | –  | –  | –  | –  | –  | 1  |
| 9  | −2  | Carlos Sainz Jr.   | 3      | 15     | –  | –  | –  | –  | 1  | –  |
| 10 | +5  | Sebastian Vettel   | 3      | 9      | –  | –  | –  | –  | –  | 1  |
| 11 | +1  | Daniel Ricciardo   | 3      | 8      | –  | –  | –  | –  | –  | 1  |
| 12 | −3  | Pierre Gasly       | 3      | 6      | –  | –  | –  | –  | –  | 1  |
| 13 | −2  | Esteban Ocon       | 3      | 4      | –  | –  | –  | –  | –  | 1  |
| 14 | −1  | Antonio Giovinazzi | 3      | 2      | –  | –  | –  | –  | –  | –  |
| 15 | −1  | Daniił Kwiat       | 3      | 1      | –  | –  | –  | –  | –  | –  |
| 16 | +3  | Kevin Magnussen    | 3      | 1      | –  | –  | –  | –  | –  | 1  |
| 17 | 0   | Kimi Räikkönen     | 3      | 0      | –  | –  | –  | –  | –  | 1  |
| 18 | −2  | Nicholas Latifi    | 3      | 0      | –  | –  | –  | –  | –  | –  |
| 19 | −1  | Romain Grosjean    | 3      | 0      | –  | –  | –  | –  | –  | 1  |
| 20 | 0   | George Russell     | 3      | 0      | –  | –  | –  | –  | –  | 1  |
| P  | +/− | Kierowca           | Starty | Punkty | P1 | P2 | P3 | PP | NO | NS |

### Konstruktorzy
Źródło: FIA
| P  | +/− | Konstruktor               | Starty | Punkty | P1 | P2 | P3 | PP | NO | NS |
| -- | --- | ------------------------- | ------ | ------ | -- | -- | -- | -- | -- | -- |
| 1  | 0   | Mercedes                  | 6      | 121    | 3  | 1  | 1  | 3  | 1  | –  |
| 2  | +1  | Red Bull Racing-Honda     | 6      | 55     | –  | 1  | 1  | –  | –  | 1  |
| 3  | −1  | McLaren-Renault           | 6      | 41     | –  | –  | 1  | –  | 2  | –  |
| 4  | 0   | Racing Point-BWT Mercedes | 6      | 40     | –  | –  | –  | –  | –  | 1  |
| 5  | 0   | Ferrari                   | 6      | 27     | –  | 1  | –  | –  | –  | 2  |
| 6  | 0   | Renault                   | 6      | 12     | –  | –  | –  | –  | –  | 2  |
| 7  | 0   | Scuderia AlphaTauri-Honda | 6      | 7      | –  | –  | –  | –  | –  | 1  |
| 8  | 0   | Alfa Romeo Racing-Ferrari | 6      | 2      | –  | –  | –  | –  | –  | 1  |
| 9  | +1  | Haas-Ferrari              | 6      | 1      | –  | –  | –  | –  | –  | 2  |
| 10 | −1  | Williams-Mercedes         | 6      | 0      | –  | –  | –  | –  | –  | 1  |
| P  | +/− | Konstruktor               | Starty | Punkty | P1 | P2 | P3 | PP | NO | NS |